# Биванди
Биванди је град у Индији у држави Махараштра. Према незваничним резултатима пописа 2011. у граду је живело 711.329 становника.

## Становништво
Према незваничним резултатима пописа, у граду је 2011. живело 711.329 становника.
| 1991.   | 2001.   | 2011.   |
| ------- | ------- | ------- |
| 379.070 | 598.741 | 711.329 |